# María Marchant
María Marchant Riquelme (27 de mayo de 1904-Santiago, 27 de noviembre de 1990) fue una educadora y política chilena, militante del Partido Comunista de Chile (PCCh). Fue la primera y única mujer en ser nombrada intendenta de la provincia de Santiago.

## Biografía
Hija de verduleros y titulada en pedagogía en Inglés de la Universidad de Chile. Fue militante del Partido Comunista de Chile y del Movimiento Pro-Emancipación de las Mujeres de Chile (MEMCH). También integró la Unión de Profesores de Chile.
Se casó en 1932 con el escritor y militante anarquista José Santos González Vera, con quien tuvo dos hijos: Álvaro y María Elena.

## Carrera política
Fue nombrada intendenta de la provincia de Santiago por el presidente Gabriel González Videla el 11 de diciembre de 1946, siendo la primera (y única) mujer en ser designada para el cargo. Sin embargo, duró hasta febrero de 1947 en la Intendencia de la capital chilena, pues su nombramiento y el de la gobernadora de San Antonio Hilda Giulucci fueron objetados por la Contraloría General de la República, debido a que no cumplían con la Ley de Régimen Interior de 1885, que exigía la calidad de ciudadano elector para ejercer dichos cargos, facultad entonces restringida solo a los hombres (el sufragio femenino fue plenamente concedido en 1949).
Posteriormente ejerció como regidora de Ñuñoa desde 1960 al 11 de septiembre de 1973, siendo destituida tras el golpe de Estado en Chile de 1973.  Durante su gestión propuso el premio literario Pedro de Oña, cuya creación fue encargada al escritor Ángel Cruchaga Santa María, entonces director de la Casa de la Cultura de Ñuñoa.